# Kreis Pirna
Der Kreis Pirna war ein Landkreis im Bezirk Dresden der DDR. Sein Gebiet liegt heute im Landkreis Sächsische Schweiz-Osterzgebirge. Der Sitz der Kreisverwaltung befand sich in Pirna.

## Geografie

### Lage
Im Süden des Bezirks Dresden gelegen, umfasste der Landkreis Pirna den größten Teil des Elbsandsteingebirges. Das Kreisgebiet grenzte südlich an die ČSSR. Im Nordwesten reichte es bis an die Stadtgrenze von Dresden.

### Nachbarkreise
Der Kreis Pirna grenzte im Uhrzeigersinn im Westen beginnend an die Kreise Dippoldiswalde, Freital, Stadtkreis Dresden, Dresden-Land und Sebnitz. Im Süden grenzte er an die Tschechoslowakei.

### Naturraum
Die Elbe durchfloss das Kreisgebiet von Südosten nach Nordwesten. Bis zur Stadt Pirna erstreckte sich beidseits des Flusses das Elbsandsteingebirge, auch „Sächsische Schweiz“ genannt, ein attraktives Wander- und Erholungsgebiet. Die höchste Erhebung war der Zschirnstein im Süden mit 561 m. Die ausgedehnten Hochflächen in Höhen zwischen 300 und 600 m ü. M. (vielfach Ackerland und Weiden) wurden von bewaldeten Tälern der nach Norden entwässernden Flüsse, z. B. Müglitz und Seidewitz, durchbrochen. Eine der höchsten Vollformen bildet die Landmarke Oelsener Höhe (644 m). Die für die Trinkwassergewinnung Pirnas wichtige Talsperre Gottleuba lag ebenfalls im Kreis Pirna.
Auf zahlreichen Lehrpfaden, wie dem „Flößersteig“ im Kirnitzschtal und dem Baumlehrpfad auf der Festung Königstein, wurde auf die Besonderheiten der Tier- und Pflanzenwelt hingewiesen. Die bekanntesten Ausflugsziele waren der Lichtenhainer Wasserfall  und die Kuhstallhöhle (ein 11 m hohes und 17 m breites Felsentor) im Kirnitzschtal sowie die Schrammsteine östlich von Bad Schandau und die Bastei, die nahe dem Kurort Rathen um 200 m die Elbe überragte.
Im Westen bildete das Tal der Gottleuba die Grenze zum Unteren Osterzgebirge, das sich mit vergleichsweise sanften Bergformen und ausgedehnten landwirtschaftlich genutzten Flächen von der Sächsischen Schweiz abhob. Westlich und südlich von Bad Gottleuba wurden in den Tälern zahlreicher Gebirgsbäche Rückhaltebecken angelegt. Sie sollten bei den häufig starken Regenfällen Hochwasserschutz gewähren. Bei Dohna und Heidenau fiel das Untere Osterzgebirge zur Dresdener Elbtalweitung ab. Bei Pirna trat die Elbe aus dem Elbsandsteingebirge in die weite, dicht besiedelte Tallandschaft.

### Kulturraum
Im Landkreis Pirna befanden sich das Schloss Weesenstein, das Schloss Kuckuckstein in Liebstadt, der Barockgarten Großsedlitz und die Festung Königstein. Mit den Kurorten Stadt Wehlen, Rathen, Bad Schandau und Gohrisch im Elbsandsteingebirge lag hier eine bedeutende Fremdenverkehrsregion in der DDR.
Von 1983 bis 1990 fanden sich zahlreiche Bürgermeister des Kreises Pirna zu einem „Bürgermeisterchor“ zusammen, der mit beachtlicher Qualität sang und sogar im DDR-Fernsehen in Gerd Poneskys Sendung „Alles singt“ auftrat.

## Wirtschaft und Verkehr
Entscheidend für die wirtschaftliche Entwicklung war seit Jahrhunderten die Lage an der Elbe. Bereits seit dem 10. Jahrhundert wurde der Fluss für die Schifffahrt genutzt. Wichtige Umschlagplätze waren Königstein und Schandau. Bis heute ist die Elbe wichtiger Transportweg geblieben. Für den Touristenverkehr dienten die Schiffe der „Weißen Flotte“. Die Frachtschifffahrt hatte für den Transitverkehr in die Tschechoslowakei einen bedeutenden Umfang angenommen. Im Elbtal verliefen die Straßen- und Schienenwege von Dresden nach Prag; Schmilka (Ortsteil von Bad Schandau) war der Grenzübergang zur Tschechoslowakei. Die F 172 verband Dresden mit Bad Schandau. Bahnseitig dienten die Müglitztalbahn von Heidenau nach Altenberg (Erzgebirge) sowie die international bedeutsame Dresden-Bodenbacher Eisenbahn für den Personen- und Güterverkehr.
Die ehemals bedeutende Holzflößerei (besonders im Kirnitzschtal) wurde in den 1920er-Jahren eingestellt, und die früher zahlreichen Sandsteinbrüche wurden inzwischen fast alle stillgelegt. Dem Tourismus kam eine große wirtschaftliche Bedeutung zu. Die Städte Pirna, Heidenau und Dohna bildeten am Rand des Ballungsraumes „Oberes Elbtal“ das Industriezentrum des Landkreises. Wichtige Betriebe der Stadt Pirna waren der VEB Kunstseidenwerk „Siegfried Rädel“, Betriebe zur Herstellung von Zellstoff, Möbeln, Glas, Baustoffen, Fahrzeugelektrik (VEB Fahrzeugelektrik Pirna) und Strömungsmaschinen (Flugzeugbau/Strömungsmaschinenwerk). In Heidenau wurden Druckmaschinen, Maschinen für die Kakao- und Schokoladenindustrie und Elektromotoren gebaut, ferner erzeugte man hier Papier und Pappe, Reifen (Pneumant), Schuhe und Baustoffe. In Dohna waren Betriebe der chemischen Industrie ansässig, bei Königstein betrieb die SDAG Wismut Uranbergbau. Bis heute bekannt ist auch der Margon-Mineralbrunnen in Burkhardswalde.

## Geschichte
Der Kreis Pirna ging aus der am 1. Januar 1939 in „Landkreis Pirna“ umbenannten, 1874 gegründeten Amtshauptmannschaft Pirna hervor. Mit der Kreisreform der DDR am 25. Juli 1952 erfolgte die Bildung der Bezirke und eine Neugliederung der Kreise. Der alte Landkreis Pirna gab im Norden ungefähr ein Drittel seiner Gemeinden ab. Der Kreis wurde dem neugebildeten Bezirk Dresden zugeordnet, Kreissitz wurde Pirna.
Im Einzelnen wurden folgende Gemeinden abgegeben:
- 4 Gemeinden an den neuen Kreis Bischofswerda:

Bühlau, Lauterbach, Schmiedefeld und Seligstadt.
- 2 Gemeinden an den neuen Kreis Dresden-Land:

Eschdorf und Fischbach.
- die Gemeinde Borthen an den neuen Kreis Freital
- 39 Gemeinden an den neuen Kreis Sebnitz:

Altendorf, Berthelsdorf, Cunnersdorf b. Hohnstein, Dittersbach, Dobra, Dürrröhrsdorf, Ehrenberg, Elbersdorf, Goßdorf, Heeselicht, Helmsdorf b. Pirna, Hinterhermsdorf, Hohburkersdorf, Hohnstein, Krumhermsdorf, Langburkersdorf, Langenwolmsdorf, Lichtenhain, Lohmen, Lohsdorf, Mittelndorf, Neudörfel, Neustadt, Ottendorf b.Sebnitz, Polenz, Porschendorf, Rathewalde, Rennersdorf, Rückersdorf, Rugiswalde, Saupsdorf, Sebnitz, Stolpen, Stürza, Ulbersdorf, Uttewalde, Waitzdorf, Wilschdorf und Zeschnig.
Der neue Kreis Pirna wurde gebildet aus
- 72 Gemeinden des alten Landkreises Pirna:

Bad Schandau, Bahra, Berggießhübel, Bielatal, Birkwitz, Bonnewitz, Borna, Burkhardswalde, Cotta b. Pirna, Cunnersdorf b. Königstein, Daube, Doberzeit, Dohma, Dohna, Dorf Wehlen, Ebenheit, Falkenhain, Friedrichswalde, Gersdorf, Goes, Gohrisch, Göppersdorf, Gorknitz, Gottleuba, Graupa, Großröhrsdorf, Heidenau, Hellendorf, Herbergen, Kleingießhübel, Kleinhennersdorf, Königstein, Köttewitz, Krebs, Krietzschwitz, Krippen, Langenhennersdorf, Leupoldishain, Liebethal, Liebstadt, Markersbach, Maxen, Meusegast, Mühlbach, Naundorf, Nentmannsdorf, Niederseidewitz, Obervogelgesang, Oelsen, Ottendorf b. Pirna, Papstdorf, Pfaffendorf, Pirna, Porschdorf, Pratzschwitz, Prossen, Rathen, Rathmannsdorf, Reinhardtsdorf, Röhrsdorf, Rosenthal, Schmilka, Schmorsdorf, Schöna, Seitenhain, Stadt Wehlen, Struppen, Thürmsdorf, Waltersdorf/Sächs. Schweiz, Weesenstein, Weißig und Wünschendorf sowie
- 5 Gemeinden aus dem alten Landkreis Dippoldiswalde:

Berthelsdorf, Börnersdorf, Breitenau, Döbra und Waltersdorf
Durch Umgliederungen über Kreisgrenzen hinweg und Gemeindegebietsveränderungen sank die Zahl der Gemeinden von 72 auf 30 bei Auflösung des Kreises Ende Juli 1994:
| Datum            | TGS (1969)                  | Gemeinde                    | Änderung                    | TGS (1969)                  | aufnehmende Gemeinde          |
| ---------------- | --------------------------- | --------------------------- | --------------------------- | --------------------------- | ----------------------------- |
| 4. Dezember 1952 |                             | Daube                       | Umgliederung                | 1215xx                      | Daube, Kreis Sebnitz          |
| 4. Dezember 1952 |                             | Doberzeit                   | Umgliederung                | 1215xx                      | Doberzeit, Kreis Sebnitz      |
| 1. Januar 1969   | amtliche Einführung des TGS | amtliche Einführung des TGS | amtliche Einführung des TGS | amtliche Einführung des TGS | amtliche Einführung des TGS   |
| 1. Januar 1970   | 121329                      | Hellendorf                  | Zusammenschluss zu          | 121376                      | Bahratal                      |
| 1. Januar 1970   | 121342                      | Markersbach                 | Zusammenschluss zu          | 121376                      | Bahratal                      |
| 1. Januar 1970   | 121334                      | Köttewitz                   | Zusammenschluss zu          | 121334                      | Köttewitz-Krebs               |
| 1. Januar 1970   | 121335                      | Krebs                       | Zusammenschluss zu          | 121334                      | Köttewitz-Krebs               |
| 1. Januar 1970   | 121347                      | Nentmannsdorf               | Zusammenschluss zu          | 121347                      | Nentmannsdorf-Niederseidewitz |
| 1. Januar 1970   | 121348                      | Niederseidewitz             | Zusammenschluss zu          | 121347                      | Nentmannsdorf-Niederseidewitz |
| 1. April 1970    | 121319                      | Friedrichswalde             | Zusammenschluss zu          | 121319                      | Friedrichswalde-Ottendorf     |
| 1. April 1970    | 121351                      | Ottendorf                   | Zusammenschluss zu          | 121319                      | Friedrichswalde-Ottendorf     |
| 1. Juni 1971     | 121301                      | Bahra                       | Eingliederung in            | 121338                      | Langenhennersdorf             |
| 1. Juni 1971     | 121340                      | Liebethal                   | Eingliederung in            | 121354                      | Pirna                         |
| 1. Januar 1972   | 121307                      | Bonnewitz                   | Eingliederung in            | 121326                      | Graupa                        |
| 1. Januar 1972   | 121306                      | Börnersdorf                 | Zusammenschluss zu          | 121306                      | Börnersdorf-Breitenau         |
| 1. Januar 1972   | 121309                      | Breitenau                   | Zusammenschluss zu          | 121306                      | Börnersdorf-Breitenau         |
| 1. Januar 1973   | 121308                      | Borna                       | Zusammenschluss zu          | 121308                      | Borna-Gersdorf                |
| 1. Januar 1973   | 121320                      | Gersdorf                    | Zusammenschluss zu          | 121308                      | Borna-Gersdorf                |
| 1. Januar 1973   | 121317                      | Ebenheit                    | Eingliederung in            | 121369                      | Struppen                      |
| 1. Januar 1973   | 121364                      | Schmilka                    | Eingliederung in            | 121363                      | Bad Schandau                  |
| 1. Januar 1973   | 121365                      | Schmorsdorf                 | Eingliederung in            | 121343                      | Maxen                         |
| 1. Januar 1973   | 121330                      | Herbergen                   | Eingliederung in            | 121341                      | Liebstadt                     |
| 1. Januar 1973   | 121367                      | Seitenhain                  | Eingliederung in            | 121341                      | Liebstadt                     |
| 1. Januar 1973   | 121374                      | Weißig                      | Eingliederung in            | 121370                      | Thürmsdorf                    |
| 1. Januar 1973   | 121331                      | Kleingießhübel              | Zusammenschluss zu          | 121360                      | Reinhardtsdorf-Schöna         |
| 1. Januar 1973   | 121360                      | Reinhardtsdorf              | Zusammenschluss zu          | 121360                      | Reinhardtsdorf-Schöna         |
| 1. Januar 1973   | 121366                      | Schöna                      | Zusammenschluss zu          | 121360                      | Reinhardtsdorf-Schöna         |
| 1. Mai 1973      | 121303                      | Berthelsdorf                | Eingliederung in            | 121341                      | Liebstadt                     |
| 1. Mai 1973      | 121305                      | Birkwitz                    | Zusammenschluss zu          | 121305                      | Birkwitz-Pratzschwitz         |
| 1. Mai 1973      | 121356                      | Pratzschwitz                | Zusammenschluss zu          | 121305                      | Birkwitz-Pratzschwitz         |
| 1. Januar 1974   | 121318                      | Falkenhain                  | Eingliederung in            | 121343                      | Maxen                         |
| 1. April 1974    | 121332                      | Kleinhennersdorf            | Eingliederung in            | 121352                      | Papstdorf                     |
| 1. April 1974    | 121336                      | Krietzschwitz               | Eingliederung in            | 121354                      | Pirna                         |
| 1. April 1974    | 121349                      | Obervogelgesang             | Eingliederung in            | 121354                      | Pirna                         |
| 1. April 1974    | 121371                      | Waltersdorf/ Sächs. Schw.   | Eingliederung in            | 121355                      | Porschdorf                    |
| 1. Juli 1990     | 121352                      | Kleinhennersdorf            | Ausgliederung in            | 121332                      | Kleinhennersdorf              |

Am 17. Mai 1990 wurde der Kreis Pirna in Landkreis Pirna umbenannt. Er existierte bis zum 2. Oktober 1990.

## Politik

### Landrat
Bis 1990 entsprach diese Funktion dem Vorsitzenden des Rates des Kreises.

## Bevölkerungsdaten der Städte und Gemeinden
Bevölkerungsübersicht aller 52 Gemeinden des Kreises, die 1990 in das wiedergegründete Land Sachsen kamen.
| AGS      | Gemeinde                       | Einwohner       | Einwohner         | Fläche (ha)       |
| AGS      | Gemeinde                       | 3. Oktober 1990 | 31. Dezember 1990 | 31. Dezember 1990 |
| 14044760 | Bahratal                       | 894             | 891               | 2 047             |
| 14044020 | Berggießhübel, Kurort, Stadt   | 1 794           | 1 787             | 1 265             |
| 14044040 | Bielatal                       | 990             | 996               | 745               |
| 14044050 | Birkwitz-Pratzschwitz          | 871             | 860               | 664               |
| 14044060 | Börnersdorf-Breitenau          | 552             | 542               | 1 911             |
| 14044080 | Borna-Gersdorf                 | 749             | 752               | 1 080             |
| 14044100 | Burkhardswalde                 | 532             | 535               | 652               |
| 14044110 | Cotta                          | 767             | 766               | 1 230             |
| 14044120 | Cunnersdorf bei Königstein     | 569             | 569               | 1 694             |
| 14044130 | Döbra                          | 236             | 236               | 587               |
| 14044140 | Dohma                          | 635             | 638               | 465               |
| 14044150 | Dohna, Stadt                   | 3 034           | 2 988             | 385               |
| 14044160 | Dorf Wehlen                    | 701             | 702               | 778               |
| 14044190 | Friedrichswalde-Ottendorf      | 600             | 596               | 907               |
| 14044210 | Göppersdorf                    | 252             | 250               | 918               |
| 14044220 | Goes                           | 289             | 285               | 261               |
| 14044230 | Gohrisch, Kurort               | 828             | 816               | 451               |
| 14044240 | Gorknitz                       | 520             | 509               | 1 000             |
| 14044250 | Bad Gottleuba, Kurort, Stadt   | 2 205           | 2 209             | 1 851             |
| 14044260 | Graupa                         | 2 734           | 2 743             | 982               |
| 14044270 | Großröhrsdorf                  | 338             | 333               | 1 147             |
| 14044280 | Heidenau, Stadt                | 20 315          | 19 980            | 1 107             |
| 14044320 | Kleinhennersdorf               | 281             | 280               | 459               |
| 14044330 | Königstein/Sächs. Schw., Stadt | 3 001           | 2 989             | 1 378             |
| 14044340 | Köttewitz-Krebs                | 417             | 417               | 318               |
| 14044370 | Krippen                        | 817             | 817               | 245               |
| 14044380 | Langenhennersdorf              | 1 049           | 1 050             | 1 031             |
| 14044390 | Leupoldishain                  | 284             | 271               | 843               |
| 14044410 | Liebstadt, Stadt               | 879             | 869               | 1 556             |
| 14044430 | Maxen                          | 746             | 747               | 1 212             |
| 14044440 | Meusegast                      | 136             | 135               | 373               |
| 14044450 | Mühlbach                       | 518             | 516               | 197               |
| 14044460 | Naundorf                       | 375             | 369               | 348               |
| 14044470 | Nentmannsdorf-Niederseidewitz  | 425             | 428               | 742               |
| 14044500 | Oelsen                         | 233             | 228               | 770               |
| 14044520 | Papstdorf                      | 573             | 576               | 872               |
| 14044530 | Pfaffendorf                    | 340             | 333               | 470               |
| 14044540 | Pirna, Stadt                   | 42 481          | 41 798            | 3 653             |
| 14044550 | Porschdorf                     | 910             | 901               | 932               |
| 14044570 | Prossen                        | 681             | 678               | 161               |
| 14044580 | Rathen, Kurort                 | 572             | 573               | 358               |
| 14044590 | Rathmannsdorf                  | 1 284           | 1 286             | 437               |
| 14044600 | Reinhardtsdorf-Schöna          | 1 919           | 1 899             | 3 175             |
| 14044610 | Röhrsdorf                      | 234             | 233               | 275               |
| 14044620 | Rosenthal                      | 965             | 944               | 3 901             |
| 14044630 | Bad Schandau, Stadt            | 3 397           | 3 387             | 3 339             |
| 14044680 | Stadt Wehlen, Stadt            | 1 210           | 1 201             | 303               |
| 14044690 | Struppen                       | 1 396           | 1 389             | 1 193             |
| 14044700 | Thürmsdorf                     | 588             | 582               | 526               |
| 14044720 | Waltersdorf b. Liebstadt       | 163             | 161               | 451               |
| 14044730 | Weesenstein                    | 264             | 265               | 39                |
| 14044750 | Wünschendorf                   | 333             | 332               | 412               |
| 14044000 | Landkreis Pirna                | 106 876         | 105 637           | 52 097            |

## Kfz-Kennzeichen
Den Kraftfahrzeugen (mit Ausnahme der Motorräder) und Anhängern wurden von etwa 1974 bis Ende 1990 dreibuchstabige Unterscheidungszeichen, die mit den Buchstabenpaaren RT, RU und YT begannen, zugewiesen. Die letzte für Motorräder genutzte Kennzeichenserie war YT 00-01 bis YT 60-00.
Anfang 1991 erhielt der Landkreis das Unterscheidungszeichen PIR.

## Codes
Postleitzahlen 1960–1993: 8300–8349

Postleitzahlen ab 1993: 0179*–0184*